# Roland Barthes
Roland Barthes, född 12 november 1915 i Cherbourg i Manche, död 26 mars 1980 i Paris, var en fransk författare, litteraturforskare och semiotiker. Barthes var direktor för École pratique des Hautes Études och professor vid Collège de France.

## Biografi
Barthes räknas till strukturalismens och poststrukturalismens centralgestalter. Han skrev en rad tongivande texter inom semiotik, semantik och lingvistik. Barthes var tydligt påverkad av existentialismen. 
Genom att introducera termen translingvistisk kunde Barthes tillämpa semiotikens språkliga begreppsapparat på de flesta mänskliga aktiviteter – från myter och matvanor till visuella miljöer i vidaste bemärkelse. Men det är kanske med sin insats inom bildanalysen som Barthes fick sitt största inflytande: Hans klassiska artikel Rhétorique de l'image (”Bildens retorik”) i tidskriften Communications 1964 redogör för en bilds olika artikulationsnivåer, konnotationsförhållanden och retoriska figurer. 
Barthes inflytelserika essä "Författarens död" publicerades för första gången 1967, på engelska ("The Death of the Author") i tidskriften Aspen. Året därpå kom den på franska som "La mort de l'auteur". I essän motsatte han sig fixeringen vid författarens avsikter och biografiska sammanhang i läsningen av litterära texter, inte minst inom den rådande litteraturkritiken. Han menade att idén om ”författaren” är ett hjärnspöke i individualismens och kapitalismens anda, och att den begränsar den fria läsningen. Senare texter, såsom Balzac-analysen i S/Z, har också varit centrala för den poststrukturalistiska utvecklingen inom litteraturvetenskapen.
Den 25 februari 1980 blev Barthes under en promenad i Paris påkörd av en lastbil. Han avled en månad senare av skadorna han ådrog sig vid olyckan.

## Barthes centrala verk
- Mythologies (1957) (Mytologier, översättning Elin Clason, Cavefors, 1969) (Mytologier, översättning Karin Frisendahl, Elin Clason och David Lindberg, Arkiv förlag, 2007)
- Eléments de sémiologie (1965)
- Système de la mode (1967)
- S/Z (1970) (S/Z: essä, översättning Malou Höjer, Cavefors, 1975)
- Le plaisir du texte (1973) (Textasen, om textens njutningar, översättning Daniel Pedersen, Bokförlaget Faethon, 2015)
- Fragments d'un discours amoureux (1977) (Kärlekens samtal: fragment, översättning Leif Janzon, Korpen, 1983 och Modernista, 2015)

Övriga svenska översättningar
- Litteraturens nollpunkt (Le degré zéro de l'ecriture), översättning Gun och Nils A. Bengtsson, Cavefors, 1966
- Kritiska essäer, översättning Malou Höjer, Cavefors, 1967
- Det ljusa rummet: tankar om fotografiet (La chambre claire), översättning Mats Löfgren, Alfabeta, 1986
- Teckenriket (L'empire des signes), översättning Johan Dahlbäck, Symposion, 1999
- Sorgedagbok (Journal de deuil), översättning av Kristoffer Leandoer, Pequod Press, 2018